# Dronning Ingrids Hospital
Dronning Ingrids Hospital (forkortet DIH, grønlandsk: Dronning Ingridip Napparsimmavissua) er landshospitalet i Grønland. Det er beliggende i Nuuk, hvor det i 1953-1954 blev etableret som Dronning Ingrids Sanatorium, et sanatorium for tuberkulose, hvorfra hospitalets folkelige navn "Sana" stammer.
I 1961 fik Dronning Ingrids Hospital sit nuværende navn samt status af landshospital. Dette indebærer, at hospitalet fungerer som hospital for de patienter i Grønland, som ikke kan blive behandlet på det regionssygehus, hvor de hører til, enten ambulant eller akut. Hospitalet har i dag omkring 130 sengepladser.
De nuværende bygninger er bygget i 1980, men en større modernisering og udbygning har været i gang siden 2007 ud fra en generalplan tegnet af arkitektfirmaet C. F. Møller.
Et nyt sundhedscenter og landsapotek blev i marts 2011 indviet. Året efter, i oktober 2012, blev hospitalets nye akutcenter åbnet. Centeret indeholder bl.a. en intensiv afdeling, skadestue, dagkirurgi samt operations- og opvågningstuer. I februar 2018 blev akutcentret udvidet med et nyt intermediært afsnit.
I september 2013 blev et nyt patienthotel med 60 senge indviet. Patienthotellet fungerer primært som indkvartering for selvhjulpne patienter med bopæl uden for Nuuk, der kommer til hospitalet for behandling, uden at denne kræver den monitorering, der er på en almindelig sengeafdeling. I maj 2018 åbnede en ny afdeling for familier med for tidligt fødte børn.
I 2022 udtalte Selvstyrets Sundhedskommission at der var behov for at bygge et helt nyt landshospital, hvilket allerede i 2020 var bekræftet af Naalakkersuisut.

## Patienttransport til hospitalet
Ambulante indlæggelser kan planlægges med almindelige rutefly, mens akutte indlæggelser kan foregå evakuering fra hjemsted til DIH med ambulancefly eller helikopter, der ejes af sundhedsvæsenet, men drives af Air Greenland.
Da der i Grønland ikke til ethvert tidspunkt er speciallæger i de sygdomsenheder, som er aktuelle for nogle indlagte patienter, planlægges elektive indlæggelser ofte efter, hvornår de forskellige lægespecialer vil være tilstede i Grønland, mens man til de subakutte og akutte tilfælde, der ikke kan håndteres af det tilstedeværende personale, har ordninger, så man kan konferere med de retter specialer i Danmark og evt. evakuere patienten til Rigshospitalet med ambulancefly, der med få timers varsel kan rykke ud fra sin base i Billund Lufthavn. Dette er dog forbeholdt de mest akutte patienter, da der ellers kan arrangeres flyvninger med rutefly, evt. med læge- eller sygeplejefølge.
I enkelte tilfælde kan evakueringer ske til Reykjavik, såfremt afstanden dertil er kortere fra patientens hjemsted (f.eks. Ittoqqortoormiit) eller behandlingsmulighederne på DIH er utilstrækkelige.

## Behandlingsområder

### Dronning Ingrids Sundhedscenter
Dronning Ingrids Sundhedscenter (DIS) er Nuuks lokale sygehus. Det er organisatorisk ikke en del af hospitalet, men er fysisk placeret i forlængelse af hospitalet. Det driver byens hjemmesygepleje, skadestue, lægeklinik og enkelte ambulatorier, og er ledet af en Ledende Regionssygeplejerske og Ledende Regionslæge, særskilt fra hospitalet. Sundhedscenteret drives primært af speciallæger i almen medicin og sygeplejersker, som ikke har faste patienter tilknyttet, som det ellers er vanligt i Danmark. Den udskrevne medicin er i Grønland gratis for patienter og kan afhentes i landsapoteket, der ligger i umiddelbar forlængelse af DIS. Til gengæld er der langt færre præparater i hver klasse end i Danmark, som læger må udskrive i Grønland, dels pga. økonomi og dels pga. mindre tilgængelighed grundet lang transporttid med skib og fly.

### Medicinsk Område
Medicinsk Område omfatter bl.a. 2 sengeafsnit (M1, M2) og ambulatorier. Medicinsk Område modtager patienter med sygdomme relaterede til alle intern medicinske specialer samt pædiatriske og neurologiske patienter. Således er de medicinske afdelingers patientgruppe mere bred end i Danmark.
Siden 2014 har man arbejdet på at udvide børneafdelingen.

### Kirurgisk Område
Kirurgisk Område omfatter bl.a. K1 (ortopædkirurgisk), K2 (parenkymkirurgi og urologi), K3 (gynækologisk og obstetrik), Kirurgisk Ambulatorium, samt en fødeafdeling.

### Akut Område
Akut Område omfatter et intermediært afsnit (IMA, i Danmark ofte kaldet semiintensivt), samt et Intensiv Terapi Afsnit for både voksne og børn.

### Psykiatrisk Område
Hospitalet har ét psykiatrisk sengeafsnit, A1. Samt flere psykiatriske ambulatorier og klinikker, A2 til A6.
Siden 2018 har man arbejdet på at bygge en ny psykiatribygning til hospitalet. Projektet har dog været forsinket grundet budgetoverskridelser, og flere annulleringer af udbud.

### Diagnostisk Område
I 2005 donerede den danske iværksætter Svend Junge, som levede størstedelen af sit liv i Grønland, en ny CT-skanner til hospitalet. Den var i brug indtil 2017 hvor sundhedsvæsenet selv indkøbte 2 nye skannere.
I 2012 donerede den britiske Candy Foundation en ny MR-skanner. Den var i brug indtil 2023 hvor den danske Kirsten & Freddy Johansens Fond donerede en ny MR-skanner til hospitalet.

### Øvrige områder
- Tandpleje
- Ergoterapi
- Fysioterapi